# Lee Hodson
Lee James Stephen Hodson (Watford, 1991. október 2.-) labdarúgó, hátvéd, jelenleg a skót Rangers FC játékosa.

## Klubcsapatban
Hodson Hertfordshire-ben született, Borehamwoodban nőtt fel, közel Watfordhoz. A 2007-08-as szezonban 26 mérkőzésen játszott a Watford U18-as csapatban.
A Derby County ellen debütált 2009 májusában. Gavin Hoytot cserélte le a 65 percben. Miután Jay DeMerit megsérült a 2009-10 szezon elején, Adrian Mariappa középhátvéd lett, ezért Hodson rendszeresen jobbhátvédként játszott. Hodson minden Watford meccsen játszott szeptembertől októberig. 2009 novemberében új hároméves szerződést kötött a klubbal. 34 meccset játszott még ebben a szezonban, ebből 31-et az Angol másodosztályban.

## Válogatottban
Hodson az északír válogatottban 2010 novemberében debütált Marokkó ellen.

## Pályafutásának statisztikája
(2010.november. 14. szerint)
| Idény    | Klub     | Bajnokság    | Bajnokság | Bajnokság | FA-kupa | FA-kupa | Ligakupa | Ligakupa | Összesen | Összesen | Lapok         | Lapok      |
| Idény    | Klub     | Bajnokság    | Mérk.     | Gól       | Mérk.   | Gól     | Mérk.    | Gól      | Mérk.    | Gól      | A yellow card | A red card |
| -------- | -------- | ------------ | --------- | --------- | ------- | ------- | -------- | -------- | -------- | -------- | ------------- | ---------- |
| 2008-09  | Watford  | Championship | 1         | 0         | 0       | 0       | 0        | 0        | 1        | 0        | 0             | 0          |
| 2009-10  | Watford  | Championship | 31        | 0         | 1       | 0       | 2        | 0        | 34       | 0        | 2             | 0          |
| 2010-11  | Watford  | Championship | 9         | 0         | 0       | 0       | 1        | 0        | 10       | 0        | 1             | 0          |
| összesen | összesen | összesen     | 41        | 0         | 1       | 0       | 3        | 0        | 45       | 0        | 3             | 0          |

## Külső hivatkozások
- Lee Hodson pályafutásának statisztikái a Soccerbase oldalon (angolul)